# Wereldbeker schaatsen 2017/2018 - Wereldbeker 1
De wereldbeker schaatsen 2017/2018 wereldbeker 1 was de eerste wedstrijd van het wereldbekerseizoen en vond plaats van 10 tot en met 12 november 2017 op de ijsbaan Thialf in Heerenveen, Nederland. Op de ploegenachtervolging voor vrouwen reden de Japanse het bijna acht jaar oude wereldrecord van de Canadese dames uit de boeken. Dit was het eerste wereldrecord in Thialf sinds 2007.

## Tijdschema
| Datum                | Tijd (CET) | Onderdeel |
| -------------------- | ---------- | --- |
| Vrijdag 10 november  | 16:10      | 1e 500 m vrouwen ploegenachtervolging vrouwen ploegenachtervolging mannen 1e 500 m mannen massastart vrouwen (halve finale) massastart mannen (halve finale) |
| Zaterdag 11 november | 14:00      | 2e 500 m mannen 1500m vrouwen 1500m mannen 2e 500 m vrouwen massastart vrouwen (finale) massastart mannen (finale)                                           |
| Zondag 12 november   | 14:00      | 1000m vrouwen 1000m mannen 3000m vrouwen 5000 m mannen teamsprint vrouwen teamsprint mannen                                                                  |

## Podia

### Mannen
| Wedstrijd            | Goud                                                        | Tijd       | Zilver                                                                     | Tijd    | Brons                                                     | Tijd    |
| 1e 500 m             | Håvard Holmefjord Lorentzen Noorwegen                       | 34,69      | Nico Ihle Duitsland                                                        | 34,78   | Kai Verbij Nederland                                      | 34,84   |
| 2e 500 m             | Laurent Dubreuil Canada                                     | 34,80      | Jan Smeekens Nederland                                                     | 34,84   | Ronald Mulder Nederland                                   | 34,85   |
| 1000 m               | Pavel Koelizjnikov Rusland                                  | 1.07,97 BR | Kai Verbij Nederland                                                       | 1.08,12 | Håvard Holmefjord Lorentzen Noorwegen                     | 1.08,28 |
| 1500 m               | Denis Joeskov Rusland                                       | 1.44,42    | Vincent De Haître Canada                                                   | 1.45,87 | Thomas Krol Nederland                                     | 1.45,92 |
| 5000 m               | Sven Kramer Nederland                                       | 6.12,88    | Ted-Jan Bloemen Canada                                                     | 6.14,95 | Sverre Lunde Pedersen Noorwegen                           | 6.15,81 |
| Massastart           | Lee Seung-hoon Zuid-Korea                                   | 7.36,42    | Joey Mantia Verenigde Staten                                               | 7.36,87 | Chung Jaewon Zuid-Korea                                   | 7.37,27 |
| Teamsprint           | Canada Laurent Dubreuil Vincent De Haître Alexandre St-Jean | 1.19,55    | Noorwegen Håvard Holmefjord Lorentzen Bjørn Magnussen Henrik Fagerli Rukke | 1.20,00 | Rusland Aleksej Jesin Artjom Koeznetsov Roeslan Moerasjov | 1.20,94 |
| Ploegenachtervolging | Zuid-Korea Joo Hyung-joon Kim Min-seok Lee Seung-hoon       | 3.40,20    | Noorwegen Håvard Bøkko Sindre Henriksen Sverre Lunde Pedersen              | 3.41,48 | Nieuw-Zeeland Shane Dobbin Reyon Kay Peter Michael        | 3.42,22 |

### Vrouwen
| Wedstrijd            | Goud                                                          | Tijd       | Zilver                                                  | Tijd    | Brons                                                   | Tijd    |
| 1e 500 m             | Nao Kodaira Japan                                             | 37,29 BR   | Lee Sang-hwa Zuid-Korea                                 | 37,60   | Angelina Golikova Rusland                               | 37,67   |
| 2e 500 m             | Nao Kodaira Japan                                             | 37,33      | Lee Sang-hwa Zuid-Korea                                 | 37,53   | Arisa Go Japan                                          | 37,88   |
| 1000 m               | Nao Kodaira Japan                                             | 1.13,99    | Miho Takagi Japan                                       | 1.14,45 | Jorien ter Mors Nederland                               | 1.14,65 |
| 1500 m               | Miho Takagi Japan                                             | 1.54,68    | Jorien ter Mors Nederland                               | 1.55,44 | Lotte van Beek Nederland                                | 1.56,34 |
| 3000 m               | Antoinette de Jong Nederland                                  | 4.03,53    | Natalja Voronina Rusland                                | 4.04,00 | Ivanie Blondin Canada                                   | 4.04,16 |
| Massastart           | Ayano Sato Japan                                              | 8.31,12    | Ivanie Blondin Canada                                   | 8.31,16 | Francesca Lollobrigida Italië                           | 8.31,37 |
| Teamsprint           | Rusland Olga Fatkoelina Angelina Golikova Jelizaveta Kazelina | 1.26,62    | Noorwegen Hege Bøkko Anne Gulbrandsen Ida Njåtun        | 1.28,11 | Zuid-Korea Kim Hyun-yung Kim Min-sun Park Seung-hi      | 1.28,11 |
| Ploegenachtervolging | Japan Ayano Sato Miho Takagi Nana Takagi                      | 2.55,77 WR | Nederland Antoinette de Jong Jorien ter Mors Ireen Wüst | 2.59,06 | Canada Ivanie Blondin Josie Morrison Isabelle Weidemann | 3.00,65 |